# (954) Ли
954 Ли (лат. Li) — астероид главного пояса астероидов, принадлежащий к спектральному классу FCX. Астероид был открыт 4 августа 1921 года немецким астрономом Карлом Рейнмутом в обсерватории Хайдельберг-Кёнигштуль, Германия. Астероид был назван в честь жены первооткрывателя Лины Альстеде Рейнмут.

## Имя
Чаще всего Карл Реймут называл астероиды женским именем, взятым из немецкого ежегодного календаря Lahrer hinkender Bote. Давать имена астероидам без привязки к конкретному человеку было обычной практикой астронома.
Два астероида Реймут назвал в честь жены: это (954) Ли и (955) Альстеда. Причём название Ли одно из самых коротких, второе по количеству символов после (85) Ио.

## Орбита
Орбита астероида лежит во внутренней части главного пояса астероидов. Имеет эксцентриситет 0,17 и небольшой наклон в 1,17. Параметры орбиты близки к параметрам орбит астероидов крупного семейства Фемиды. Сейчас астероид причисляют к данной группе.

## Физические характеристики
Как и большинство астероидов семейства Фемиды, астероид Ли имеет характерные спектральные признаки тёмных углеродных астероидов класса C, но кроме этого, выявлены детали спектра соответствующие редкому классу астероидов F и особенности, которые не удалось классифицировать ни в один из других классов.
В итоге по классификации Толена Ли имеет класс FCX.
На основании кривых блеска астероида вычислен период вращения равный 7,207 часа.
Исследования, проведённые инфракрасными спутниками Akari и WISE показали что этот тёмный астероид отражает только 6 % света. Исходя из этих данных вычислен размер астероида — 58 км.